# Компертри
Компертри (фр. Compertrix) насеље је и општина у североисточној Француској у региону Шампањ-Арден, у департману Марна која припада префектури Шалонс ан Шампањ.
По подацима из 2011. године у општини је живело 1373 становника, а густина насељености је износила 288,45 становника/km². Општина се простире на површини од 4,76 km². Налази се на средњој надморској висини од 91 метар (максималној 129 m, а минималној 81 m).

## Демографија
| 1962. | 1968. | 1975. | 1982. | 1990. | 1999. | 2011. |
| ----- | ----- | ----- | ----- | ----- | ----- | ----- |
| 690   | 971   | 1.061 | 942   | 1.112 | 1.076 | 1.373 |

График промене броја становника у току последњих година